# Richard Temple-Nugent-Brydges-Chandos-Grenville (1er duc de Buckingham et Chandos)
Richard Temple-Nugent-Brydges-Chandos-Grenville, 1er duc de Buckingham et Chandos (20 mars 1776 - 17 janvier 1839), titré comte Temple de 1784 à 1813 et connu sous le titre de marquis de Buckingham de 1813 à 1822, est un propriétaire britannique et un homme politique. 

## Éducation
Né Richard Temple-Nugent-Grenville, il est le fils aîné de George Nugent-Temple-Grenville (1er marquis de Buckingham), fils de George Grenville, Premier ministre de Grande-Bretagne. Sa mère est Mary Nugent, fille de Robert Nugent (1er comte Nugent). Thomas Grenville et Lord Grenville sont ses oncles. 
Il fait ses études au Brasenose College, Oxford, où il s'inscrit en 1791. 

## Carrière politique
Il est élu député du Buckinghamshire en 1797. En 1806, il est conseiller privé et nommé vice-président de la Chambre de commerce du ministère de tous les talents dirigé par son oncle, Lord Grenville. Il conserve ces postes jusqu'à la chute du gouvernement Grenville en 1807. Il quitte la Chambre des communes en 1813 lorsqu'il succède à son père comme marquis. En 1820, il est nommé Chevalier de la Jarretière. En 1822, il devient comte de Stowe, avec la succession pour sa petite-fille Anne Eliza Mary, marquis de Chandos et duc de Buckingham et Chandos. Il revient au cabinet en juillet 1830 après avoir été nommé Lord-intendant mais n'occupe ce poste que pendant un court laps de temps. En plus de sa carrière politique, il est également Lord Lieutenant du Buckinghamshire de 1813 à 1839. 
Il possède également une plantation en Jamaïque et trente-huit propriétés dans le vieux Nichol. Des surnoms tels que "le gros neveu de Lord Grenville", le Ph D (Phat Duke) et le "gros marquis" témoignaient de sa corpulence et de son impopularité. 

## Famille
En avril 1796, à l'âge de 20 ans, il épouse Anne Brydges, fille unique et héritière de James Brydges (3e duc de Chandos). En conséquence, Nugent-Temple-Grenville ajoute les noms Brydges et Chandos à ses noms de famille (et ceux de ses enfants) par une licence royale du 15 novembre 1799; et leur nom de famille complet sont devenus le remarquable quintuple Temple-Nugent-Brydges-Chandos-Grenville. Sa femme est décédée en 1836 et lui en janvier 1839, à l'âge de 62 ans. Son fils, Richard, lui succède. 